# Повіт Каріва
Пові́т Карі́ва (яп. 刈羽郡, かりわぐん, МФА: [kaɾʲiwa guɴ]) — повіт у префектурі Ніїґата, Японія.